# Diendorf (Neunburg vorm Wald)
Diendorf ist ein Ortsteil der Stadt  Neunburg vorm Wald im Landkreis Schwandorf in Bayern.

## Geographie
Diendorf liegt circa einen Kilometer südöstlich von Neunburg vorm Wald westlich des Eixendorfer Stausees an der Staatsstraße 2151, die Neunburg vorm Wald mit der B 22 in Rötz verbindet.

## Geschichte
Diendorf wurde am 28. April 1017 als „Tenindorf“ in einer in Ingelheim ausgestellten Schenkungsurkunde von Kaiser Heinrich II. an das Erzbistum Bamberg erstmals urkundlich erwähnt. Damals kamen mit Diendorf eine Reihe weiterer Orte im Nordgau an das am 1. Januar 1007 aus Teilen von Würzburg und Bamberg geschaffene Bistum.
Diendorf zählt zu den ältesten Siedlungen im Landkreises Schwandorf. Der Name Diendorf leitet sich vom Personennamen Tieno oder in der St. Emmeramer Tradition von 975 bis 1001 erwähnt von weiblich „Tiema“ oder nach der Tradition des Freisinger Hochstifts von 770 „Temo“ ab.
Am 23. März 1913 war Diendorf Teil der Pfarrei Neunburg vorm Wald, bestand aus 11 Häusern und zählte 73 Einwohner.
Am 31. Dezember 1990 hatte Diendorf 59 Einwohner und gehörte zur Pfarrei Neunburg vorm Wald.